# Associação Desportiva de Oeiras
La Associação Desportiva de Oeiras (también conocido como AD Oeiras) es un club polideportivo del municipio portugués de Oeiras. Posee secciones deportivas de fútbol, waterpolo, krav magá, ajedrez, patinaje artístico y hockey sobre patines (siendo esta última la más laureada de la entidad).
Actualmente milita en la 2.ª división del Campeonato de Portugal de hockey sobre patines, del que se proclamó campeón en las ediciones de 2000-03 y 2007-08.
Sus éxitos deportivos más destacados fueron la consecución de las tres primeras ediciones de la Recopa de Europa. La primera (1976–77) ante el CE Arenys de Munt y las dos siguientes (1977–78) y (1978–79) ante el Club Patí Voltregà.
Cabe destacar también tres subcampeonatos de liga (1964–65, 1976–77 y 1977–78), así como las cuatro finales disputadas y perdidas de la Copa de Portugal ante el Benfica (1963 y 1978) y el Sporting de Lisboa (1976 y 1977).

## Palmarés
- 3 Recopas de Europa: 1976-77, 1977-78, 1978-79
- 2 Campeonatos de Portugal (segunda división): 2000-2003 y 2007-08.